# Otiophora cupheoides
Otiophora cupheoides là một loài thực vật có hoa trong họ Thiến thảo. Loài này được N.E.Br. mô tả khoa học đầu tiên năm 1884.